# Assaad Andraos
Assaad Andraos (arab. اسعد اندراوس; ur. 6 lipca 1945, zm. przed 2012) – libański strzelec, olimpijczyk. 
Brał udział w Letnich Igrzyskach Olimpijskich 1972 (Monachium). Startował tylko w trapie, w którym zajął 52. miejsce.

## Wyniki olimpijskie
| Igrzyska | Konkurencja | Wynik      | Miejsce | Źródło |
| -------- | ----------- | ---------- | ------- | ------ |
| IO 1972  | Trap        | 163 punkty | 52.     | [ 2 ]  |